# Argyreia boholensis
Argyreia boholensis är en vindeväxtart som först beskrevs av Merrill, och fick sitt nu gällande namn av V. Ooststr. Argyreia boholensis ingår i släktet Argyreia och familjen vindeväxter. Inga underarter finns listade i Catalogue of Life.